# Macrohyporia dictyopora
Macrohyporia dictyopora är en svampart som först beskrevs av Mordecai Cubitt Cooke, och fick sitt nu gällande namn av I. Johans. & Ryvarden 1979. Macrohyporia dictyopora ingår i släktet Macrohyporia och familjen Polyporaceae.   Inga underarter finns listade i Catalogue of Life.